# Cyclops learii
Cyclops learii – wątpliwy gatunek widłonoga z rodziny Cyclopidae. Opisał go w 1902 roku amerykański karcynolog Carl Jost Ulrich.